# Caldearenas
Caldearenas est une commune d'Espagne dans la communauté autonome d'Aragon, province de Huesca. Elle regroupe les villages de Caldearenas, Serué, Javierrelatre, Estallo, Aquilué, Sieso de Jaca, Latre, San Vicente de Aquilué et Anzánigo.

## Géographie
Le territoire de la commune se situe dans le massif montagneux des Pyrénées :
| \| Caldearenas \| Géolocalisation sur la carte des Pyrénées |
| Caldearenas                                                 |

Administrativement la localité se trouve au nord de l'Aragon dans la comarque de l'Alto Gállego.
Localités limitrophes : À compléter

## Administration
| Période | Période | Identité           | Étiquette | Qualité |
| ------- | ------- | ------------------ | --------- | ------- |
| 1979    | 1983    |                    |           |         |
| 1983    | 1987    |                    |           |         |
| 1987    | 1991    |                    |           |         |
| 1991    | 1995    |                    |           |         |
| 1995    | 1999    |                    |           |         |
| 1999    | 2003    |                    |           |         |
| 2003    | 2007    |                    |           |         |
| 2007    | 2011    | Sergio, Usieto Ara | PSOE      |         |

## Démographie
| Évolution démographique | Évolution démographique | Évolution démographique | Évolution démographique | Évolution démographique | Évolution démographique | Évolution démographique | Évolution démographique | Évolution démographique | Évolution démographique | Évolution démographique | Évolution démographique | Évolution démographique | Évolution démographique | Évolution démographique | Évolution démographique | Évolution démographique | Évolution démographique |
| 1842                    | 1857                    | 1860                    | 1877                    | 1887                    | 1897                    | 1900                    | 1910                    | 1920                    | 1930                    | 1940                    | 1950                    | 1960                    | 1970                    | 1981                    | 1991                    | 2001                    | 2007                    |
| ----------------------- | ----------------------- | ----------------------- | ----------------------- | ----------------------- | ----------------------- | ----------------------- | ----------------------- | ----------------------- | ----------------------- | ----------------------- | ----------------------- | ----------------------- | ----------------------- | ----------------------- | ----------------------- | ----------------------- | ----------------------- |
| ..                      | ..                      | ..                      | ..                      | ..                      | ..                      | ..                      | ..                      | ..                      | ..                      | ..                      | ..                      | ..                      | 377                     | 339                     | 283                     | 250                     | 250                     |